# Plegafulles encaputxat
El plegafulles encaputxat (Thripadectes rufobrunneus), és una espècie d'au passeriforme de la família Furnàrids pròpia d'Amèrica Central, des de Costa Rica fins a l'oest de Panamà.

## Descripció
L'adult de plegafulles encaputxat mesura al voltant de 21,5 cm de longitud, i pesa uns 54 g. Té un bec negre i robust. El seu plomatge és de tons castanys, més clars a les parts inferiors i amb franges ocres, especialment al pit. Té el pili marró fosc amb franges, la gola i coll de color canyella i el pigostil vermellós. Els joves són més clars, i tenen les franges del pit més esteses, però més difuses.
El plegafulles encaputxat es distingeix fàcilment dels seus congèneres per la seva gran grandària i les franges del seu pit.

## Distribució i hàbitat
Es troba a les muntanyes d'Amèrica Central (des de les terres altes del centre de Costa Rica i oest de Panamà, cap a l'est fins a Veraguas) des dels 700 m fins als 2500 m d'altitud, rarament arribant fins als 3000 m d'altitud, viu en boscos de pantà i boscos secundaris adjacents. El seu niu consisteix en una plataforma de pals a l'interior d'un túnel d'uns 60 cm de profunditat situat en un talús escarpat, on sol pondre dos ous blancs entre febrer i agost.

## Comportament
El plegafulles encaputxat cerca aliment entre el sotabosc, les lianes i l'epífit. Caça insectes grans, aranyes, amfibis i sargantanes. Acostuma a viure solitari, però de vegades s'uneix a grups d'alimentació.

## Sistemàtica

### Descripció original
L'espècie T. rufobrunneus va ser descrita per primera vegada per l'ornitòleg nord-americà George Newbold Lawrence l'any 1865 amb el nom científic «Philydor rufobrunneus»; la seva localitat tipus és: «San José, Costa Rica».

### Etimologia
El nom genèric masculí «Thripadectes» deriva del grec «thrips, thripos»: corc, arna de la fusta, i «dēktēs»: picotejador; o sigui «que picoteja l'arna de la fusta»; i el nom de l'espècie «rufobrunneus», prové del llatí «rufus»: roig i «brunneus»: marró; o sigui «de color roig-marró».

### Taxonomia
Les dades genètiques indiquen que la present espècie és germana de Thripadectes melanorhynchus i el parell format per ambdues és germà de T. virgaticeps. És monotípica.